# Euphorbia arenaria
Euphorbia arenaria là một loài thực vật có hoa trong họ Đại kích. Loài này được Kunth mô tả khoa học đầu tiên năm 1817.